# Dowództwo Połączonych Sił Powietrznych Europy Centralnej AAFCE
Dowództwo Połączonych Sił Powietrznych Europy Centralnej  (ang. Allied Air Forces Central Europe AAFCE) – nieistniejące już jedno z dowództw taktyczno-operacyjnych NATO.

## Formowanie i zmiany organizacyjne
W kwietniu 1951 generał Dwight Eisenhower podpisał rozkaz powołujący Naczelne Dowództwo Połączonych Sił Sojuszniczych NATO w Europie (ACE). Obszar Europy podzielono na trzy teatry działań wojennych, w tym Centralny (Środkowoeuropejski) Teatr Działań Wojennych.
Konsekwencją rozkazu było powołanie Dowództwo Połączonych Sił Sojuszniczych Europy Centralnej AFCENT. Ze względu na duże różnice stanowisk pomiędzy USA, Wielką Brytanią i Francją, a dotyczące relacji i podległości sił na Centralnym TDW, kierował nim osobiście generał Eisenhower. Podlegał mu bezpośrednio dowódca Połączonych Sił Powietrznych Europy Centralnej CINCAIRCENT.
W 1953 nastąpiła pierwsza restrukturyzacja dowództw NATO w Europie. Odtworzono Dowództwo Połączonych Sił Sojuszniczych Europy Centralnej AFCENT i podporządkowano mu Dowództwo Połączonych Sił Powietrznych stacjonujące w Fontainebleau we Francji.
W latach 60. XX w. Francja wycofała się ze struktury militarnej NATO. Konsekwencją było między innymi rozwiązanie Dowództwa Połączonych Sił Powietrznych Europy Centralnej AIRCENT, a dotychczas podległe jemu siły podporządkowano bezpośrednio Dowódcy Połączonych Sił Sojuszniczych Europy Centralnej AFCENT.
W 1974 odtworzono Połączone Dowództwo Sił Powietrznych Europy Centralnej (Allied Air Forces Central Europe AAFCE), tym razem z siedzibą w Ramstein, któremu podporządkowano ponownie 2. i 4 Połączone Taktyczne Siły Powietrzne.

## Dalsze przekształcenia
Po rozpadzie Związku Radzieckiego i zakończeniu „zimnej wojny” podjęto szereg decyzji w zakresie restrukturyzacji struktur dowodzenia NATO. W 1993 zintegrowano Dowództwo Połączonych Sił Powietrznych Centralnej Europy AAFCE w Ramstein, dowództwo 2 ATAF w Mönchengladbach oraz dowództwo 4 ATAF w Heidelbergu i utworzono Dowództwo Połączonych Sił Powietrznych Centralnej Europy AIRCENT. Nowo powstałemu dowództwu podporządkowano trzy połączone stanowiska dowodzenia lotnictwa taktycznego i obrony powietrznej (2., 3. i 4. CAOC).
We wrześniu 1999 po raz kolejny zreformowano strukturę dowodzenia NATO. Nowa struktura nadal opierała się z trzech szczeblach dowodzenia. Przemianowano między innymi Główne Podporządkowane Dowództwa (Principal Subordinate Commands – PSCs) na Dowództwa Komponentów i Połączone Dowództwa Subregionalne JSRC. Dowództwo Połączonych Sił Powietrznych Europy Centralnej AIRCENT przemianowano na Dowództwo Komponentu CC AIRNORTH, pozostawiając je w Ramstein. W wyniku dalszych zmian organizacyjnych, a także powiększania NATO o nowych członków, w 2013 powstało Dowództwo Sojuszniczych Sił Powietrznych AIRCOM.

## Struktura organizacyjna
W 1974
- Połączone Dowództwo Sił Powietrznych Europy Centralnej AAFCE – Ramstein (RFN)
  - 2 Połączone Taktyczne Siły Powietrzne (2 ATAF) – Mönchengladbach (RFN)
  - 4 Połączone Taktyczne Siły Powietrzne (4 ATAF) – Ramstein (RFN)

W 1994
- Dowództwo Połączonych Sił Powietrznych Europy Centralnej AIRCENT – Ramstein (Niemcy)
  - 2 Połączone Stanowisko Dowodzenia Lotnictwa Taktycznego i Obrony Powietrznej 2 CAOC – Kalkar/Uedem (Niemcy)
  - 3 Połączone Stanowisko Dowodzenia Lotnictwa Taktycznego i Obrony Powietrznej 3 CAOC – Sembach (Niemcy)
  - 4 Połączone Stanowisko Dowodzenia Lotnictwa Taktycznego i Obrony Powietrznej 4 CAOC – Messtetten (Niemcy)

## Dowódcy
| Stopień, imię i nazwisko               | Czasokres   |
| -------------------------------------- | ----------- |
| generał Lauris Norstad                 | 1951 – 1953 |
| marszałek lotnictwa Basil Embry        | 1953 – 1956 |
| marszałek lotnictwa George Mills       | 1956 – 1959 |
| marszałek lotnictwa Harry Broadhurst   | 1959 – 1961 |
| marszałek lotnictwa The Earl of Bandon | 1961 – 1963 |
| marszałek lotnictwa Edmund Hudleston   | 1963 – 1967 |
| Dowództwo nieczynne                    |             |
| marszałek lotnictwa Peter Le Cheminant | 1976 – 1979 |
| marszałek lotnictwa John Stacey        | 1979 – 1981 |
| marszałek lotnictwa Peter Terry        | 1981 – 1981 |
| marszałek lotnictwa John Gingell       | 1981 – 1984 |
| marszałek lotnictwa Michael Beavis     | 1984 – 1986 |
| marszałek lotnictwa Joseph Gilbert     | 1986 – 1989 |
| marszałek lotnictwa Anthony Skingsley  | 1989 – 1993 |